# Wybory parlamentarne w Australii w 2010 roku

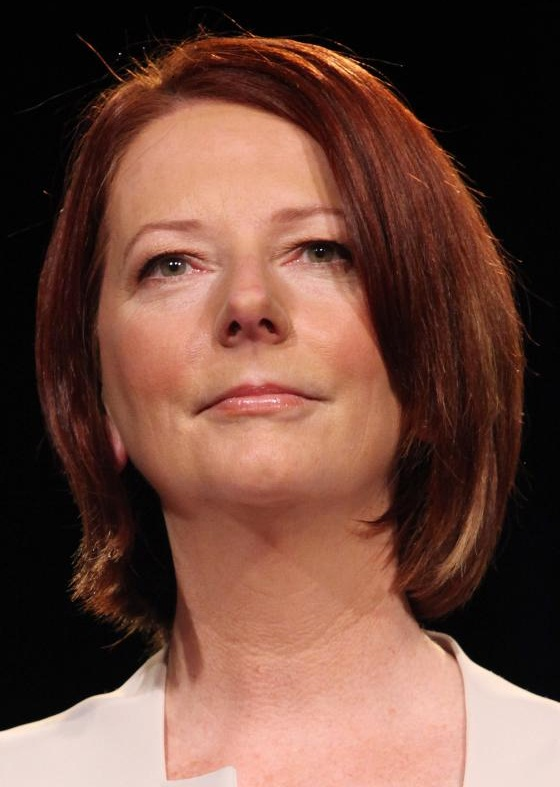
Premier Julia Gillard, przywódczyni ALP

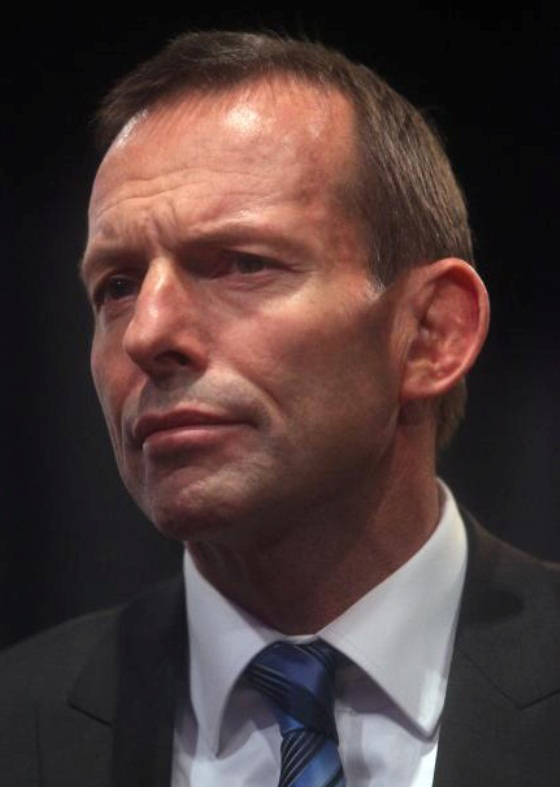
Tony Abbott, lider LPA i zarazem całej Koalicji

Wybory parlamentarne w Australii w 2010 roku odbyły się 21 sierpnia. W ich wyniku zostało wyłonionych 150 deputowanych do Izby Reprezentantów oraz 40 z 76 senatorów. 

## Organizacja wyborów
Decyzję o rozpisaniu wyborów formalnie podejmuje gubernator generalny, jednak w praktyce wyznaczenie ich terminu jest kompetencją Premiera. Pełniąca obecnie ten urząd Julia Gillard ogłosiła swoją decyzję 17 lipca 2010, w wystąpieniu w Canberze.

## Zasady głosowania
Wybory do Izby Reprezentantów przeprowadzono w jednomandatowych okręgach wyborczych, z zastosowaniem ordynacji preferencyjnej. Wyborca oddawał głos poprzez ponumerowanie kandydatów wypisanych na karcie do głosowania. Cyfrą "1" oznaczał swojego kandydata pierwszego wyboru, zaś dalszymi cyframi pozostałych kandydatów, w kolejności zgodnej ze stopniem poparcia dla nich. Podczas przeliczania głosów najpierw liczono pierwsze miejsca, które poszczególni kandydaci zajęli na kartach do głosowania wyborców w danym okręgu. Jeżeli żaden kandydat nie uzyskał bezwzględnej większości pierwszych miejsc, skreślano kandydata o najmniejszej liczbie "jedynek", zaś głosy jego wyborców przechodziły na kandydatów wskazanych przez nich jako "dwójki". Procedurę tę powtarzano aż do uzyskania przez jednego z kandydatów bezwzględnej większości głosów. Jeśli nie udało się na poziomie "dwójek", cały proces schodził na poziom "trójek", a w razie potrzeby kolejnych miejsc. 
Wybory do Senatu przeprowadzono z zastosowaniem ordynacji opartej na zasadzie pojedynczego głosu przechodniego. Każdy ze stanów tworzył jeden, sześciomandatowy okręg wyborczy. Z kolei Terytorium Północne i Australijskie Terytorium Stołeczne stanowiły okręgi dwumandatowe.  Udział w wyborach był obowiązkowy pod karą grzywny. 

## Wyniki
Dane po przeliczeniu 93% oddanych głosów
Literą K w nawiasie przy nazwie oznaczono partie wchodzące w skład tzw. Koalicji - stałego bloku partii prawicowych i agrarnych, które choć w wyborach do Izby Reprezentantów startują osobno, w parlamencie zawsze bardzo blisko współpracują. Wystawiają też wspólne listy kandydatów do Senatu. 

### Izba Reprezentantów[2]
| partia                                   | % głosów ("jedynek") | zmiana | mandaty | zmiana |
| ---------------------------------------- | -------------------- | ------ | ------- | ------ |
| Australijska Partia Pracy                | 38,0                 | -5,4   | 72      | -11    |
| Liberalna Partia Australii (K)           | 30,4                 | +0,7   | 44      | -11    |
| Australijscy Zieloni                     | 11,8                 | +4,0   | 1       | +1     |
| Liberal National Party of Queensland (K) | 9,1                  | +0,6   | 21      | +21    |
| Narodowa Partia Australii (K)            | 3,4                  | +0,2   | 6       | -4     |
| National Party of Western Australia      | 0,3                  | +0,2   | 1       | +1     |
| Country Liberal Party (K)                | 0,3                  | 0      | 1       | +1     |
| niezależni                               | 2,5                  | +0,3   | 4       | +2     |
| pozostali                                | 4,1                  | n.d.   | 0       | n.d.   |

### Senat[4]
| partia/blok               | % głosów | zmiana | zdobyte mandaty | mandaty łącznie | zmiana |
| ------------------------- | -------- | ------ | --------------- | --------------- | ------ |
| Koalicja                  | 38,4     | -1,5   | 18              | 34              | -3     |
| Australijska Partia Pracy | 35,2     | -5,1   | 15              | 31              | -1     |
| Australijscy Zieloni      | 13,0     | +4,0   | 6               | 9               | +4     |
| Family First Party        | 2,1      | +0,5   | 0               | 0               | -1     |
| Democratic Labor Party    | 1,1      | +0,1   | 1               | 1               | +1     |
| niezależni                | 0,4      | -1     | 0               | 1               | 0      |
| pozostali                 | 9,8      | n.d.   | 0               | n.d.            | n.d.   |

## Konsekwencje
Ani rządząca dotąd Partia Pracy, ani Koalicja, nie zdołały uzyskać liczby mandatów w Izbie Reprezentantów niezbędnej do stworzenia rządu większościowego. Przez dwa tygodnie po wyborach trwały negocjacje, w których oba główne bloki starały się przeciągnąć na swoją stronę czterech posłów niezależnych oraz dwóch przedstawicieli małych partii, odgrywających w tej kadencji rolę języczka u wagi. 
Ostatecznie nikt z tej szóstki nie wyraził gotowości zawarcia koalicji rządowej z żadną ze stron. Zieloni postanowili poprzeć ALP, ale będzie to wyłącznie współpraca parlamentarna. Podobną deklarację, jednak w stronę Koalicji, wystosowała National Party of Western Australia. Posłowie niezależni podzielili się. Jeden (Bob Katter) poparł Koalicję, a trzech (Tony Windsor, Rob Oakeshott i Andrew Wilkie) ALP. 
Dzięki takiemu układowi sił, Australijska Partia Pracy utrzymała władzę, a stanowisko premiera Australii zachowała Julia Gillard. Będzie jednak kierować rządem mniejszościowym, który (wliczając deklaracje posłów niezależnych i małych partii) będzie miał tylko dwa mandaty przewagi nad opozycją.